# Arvid Borænius
Arvid Borænius, född 1657 i Hults socken, Småland, död 15 april 1721 i Vreta klosters församling, var en svensk präst.

## Biografi
Arvid Borænius var son till skräddare Håkan Amundsson, i Boaryd och Gunilla Bengtsdotter. Efter studier i Eksjö och Linköping skrevs Arvid Borænius in som student vid Uppsala universitet 1681 och blev magister 1691. Samma år blev han konsistorienotarie i Linköping och 1694 lektor i grekiska vid Linköpings gymnasium.
Borænius gård i Linköping förstördes i stadsbranden 1700. Borænius erhöll 100 daler silvermynt av Kronan som återuppbyggnadsersättning. 1704 var hans nya gård, en typisk stadsgård för en välbärgad borgare, färdigställd. Huvudbyggnaden är fortfarande bevarad i centrala Linköping som Krogen Amerika.
Han prästvigdes den 13 april 1695, blev andre teologie lektor 1701 och samma år tillika kyrkoherde i Skeda pastorat. Preses vid prästmötet 1707. Han blev förste teologie lektor 1713, kyrkoherde i Vreta klosters pastorat 1714 och samma år kontraktsprost. Avled 15 april 1721 och begravdes av stiftets biskop.
Arvid Borænius var gift tre gånger och hade sex barn bland dem Magnus Boræn (1697–1749), kyrkoherde i Misterhults pastorat,
Arvid Borænius fick, liksom två av sina företrädare, sin vilostad i Vreta klosters kyrkas dåvarande sakristia, numera kyrkans norra korarm. En minnessten i kalksten, uppsatt på östra sidan av pelaren i korarmen, har följande inskrift:
|  | AD HOC SAXUM JACET VIR, DUM VIXIT, MAGNÆ ERUDITIONIS ET AUCTORITATIS ADM: REV: ET CLARISS. MAGISTER ARVID BORÆNIUS. |
|  | QUI FUIT UTRIUSQ. FORTUNÆ EXEMPLUM RARUM, CONSTANS TAMEN VIRTUTUM CULTOR.                                           |
|  | TESTES SUNT SOLUM IN BOERYD NATALE, SCHOLA EKSIOVIENSIS, LYCEUM LINCOPIENSE ET UPSALIA.                             |
|  | UBI MAGISTER EST CREATUS. LINCOPIA, UBI NOTARIUS CONSIST:                                                           |
|  | FUIT, MOX GRÆCÆL. ET S. S. THEOL. LECTOR, SIMULQ. CONSISTORII ADSESSOR ET PASTOR IN SKEDA LAUDABILIS;               |
|  | DONEC PRÆPOSITUS ET PASTOR TANDEM EVASERIT WRETENSIS, QUUM ANNO ÆTATIS SUÆ 65° MULTO ANTE TER GYMNAS.RECTOR,        |
|  | TRIUM UXORUM MARITUS, HELENÆ PONTIN, CATH.: ELIS: LINDEBOHM, ET ANNÆ DURÆÆ UNICI FILII ET 5 FILIARUM GENITOR:       |
|  | MORITUR AC PLACIDE NUNC QUIESCIT A:O MDCC XXI.                                                                      |
|  | SCRIB: AND. TÖRNER ELOQ:ET POES: LEC:                                                                               |
(Översättning: Vid denna sten vilar en i livstiden mycket lärd man, övermåttan ansedd, den vördige och berömde magister Arvid Borænius. Han var ett sällsynt exempel på framgång, likväl orubblig i dygd. Vittnen härpå är hans födelsebygd Boeryd, skolan i Eksjö, gymnasierna i Linköping och Uppsala, där han blev magister, Linköping, där han blev konsistorienotarie och snart lektor i grekiska och teologi och samtidigt consistorieassessor och berömvärd pastor i Skeda till dess att han slutligen blev prost och pastor i Vreta, då han under sitt 65:te levnadsår, efter att långt förut ha varit gymnasierektor tre gånger, äkta man till tre hustrur: Helena Pontin, Catharina Elisabeth Lindebohm och Anna Duræus, fader till en enda son och fem döttrar, dog och nu vilar i frid år 1721.)